# 寿陽県
寿陽県（じゅよう-けん）は中華人民共和国山西省晋中市に位置する県。

## 歴史
西晋により設置されたが、永嘉年間に廃止された。590年（開皇10年）、隋代により受陽県が設置された。637年（貞観11年）、唐代により寿陽県と改称された。
1958年に廃止となり楡次市に編入されたが、1960年に再設置され現在に至る。

## 行政区画
- 鎮:朝陽鎮、南燕竹鎮、宗艾鎮、平頭鎮、松塔鎮、西洛鎮、尹霊芝鎮
- 郷:平舒郷、解愁郷、温家荘郷、景尚郷、上湖郷、羊頭崖郷